# Occiput (Insekt)
Das Occiput (lateinisch für „Hinterkopf“) bezeichnet bei den Insekten die Region der Kopfkapsel hinter dem Vertex (Scheitel) und den Genae (Wangen). Dieses liegt vor dem Übergang des Kopfes zum Thorax (Gliederfüßer) und umfasst das Hinterhauptsloch (Foramen occipitale). Es kann als schmaler Bereich durch eine Occipitalnaht vom Rest der Kopfkapsel abgetrennt und damit erkennbar sein, seine Seitenteile bilden die nicht abgetrennten Postgenae.
Das Hinterhauptsloch selbst wird durch die Postoccipitalleiste umschlossen (von außen als Postoccipitalnaht erkennbar), die auch als einzig sichtbare Grenzlinie zwischen zwei Kopfsegmenten das Maxillen- vom Labialsegment trennt. Letzteres bildet das sklerotisierte Postocciput, an dessen unterem Ende das Labium ansitzt.

## Belege
1. ↑  Frons. In: Herder-Lexikon der Biologie. Spektrum Akademischer Verlag, Heidelberg 2003, ISBN 3-8274-0354-5.
2. 1 2  Gerhard Seifert: Entomologisches Praktikum. Georg Thieme Verlag, Stuttgart 1975, ISBN 3-13-455002-4, S. 252.